# Dynastia Guptów
Guptowie – dynastia panująca na różnych obszarach dzisiejszych Indii, Pakistanu, Bangladeszu i Afganistanu w latach 270–720. Założycielem dynastii był Śrigupta panujący w latach 270–290. Jego wnuk Ćandragupta I stworzył Imperium Guptów, które upadło około roku 495.
Kolejni władcy nie odgrywali już w Indiach znaczącej roli. Guptowie przetrwali jako książęta Magadhy do początków VIII w. (często jednak uważa się, że od ok. 550 roku był to inny ród o identycznej nazwie).
Państwo rządzone przez dynastię Guptów powstało w początkach IV w. nad środkowym biegiem Gangesu. W wyniku kolejnych podbojów do 410 r. objęło ono całe północne Indie. Zajmowało, poza doliną i deltą Gangesu, także Kalingę, Pendżab, dolinę Indusu i Kathijawar. Okres panowania dynastii Guptów uważany jest za złoty wiek rozwoju kulturalnego królestwa. Rozwijały się zwłaszcza astronomia i matematyka, wynaleziono wtedy dziesiętny system liczbowy oraz cyfry arabskie, zwane tak, gdyż do Europy dotarły za pośrednictwem Arabów. Rozkwitała literatura i poezja, powstały hinduskie eposy Ramajana i Mahabharata. Za ich rządów działał także poeta i dramaturg Kālidāsa.
W V stuleciu Królestwo Guptów zaczęło chylić się ku upadkowi, a to głównie za przyczyną wielkich najazdów Białych Hunów – Heftalitów. Co prawda Skandagupta w 460 pokonał Hunów, ale po jego śmierci państwo zaczyna upadać, tak, że podczas najazdu w 510 r. Heftalici zajęli północno-zachodnie Indie. Tym niemniej, niejaki Narasimagupta, władca Magadhy i Bengalu zdołał ok. 528 roku zadać poważną klęskę Heftalitom, uwalniając od nich znaczną część doliny Gangesu, co jednak nie przywróciło świetności dynastii. Natomiast nowe, dynamiczne państwa powstały w regionie płaskowyżu Dekanu, zajmującego środek półwyspu, i na nizinach wzdłuż południowo-wschodniego wybrzeża.
Z okresu VI-VII w. cywilizacja hinduska pozostawiła wiele wspaniałych kamiennych budowli sakralnych, charakteryzujących się zwłaszcza bogatymi płaskorzeźbami, głównie o tematyce religijnej. Nadal funkcjonował buddyzm, ale odradzał się również braminizm, pod postacią hinduizmu.

## Władcy Imperium Guptów
1. Ćandragupta I (320–330)
2. Samudragupta (330–375)
3. Ćandragupta II (375–414)
4. Kumaragupta I (415–455)
5. Skandagupta (455–467)
6. Naraszimagupta (467–473)
7. Kumaragupta II (473–476)
8. Buddagupta (476–495?)